# Panorama de Pleven
Le panorama de Pleven, ou panorama de l'épopée de Plevna de 1877, est un musée situé à Pleven en Bulgarie retraçant le siège de la forteresse de Plevna (ancien nom de Pleven) qui eut lieu du 19 juillet au 10 décembre 1877.
Cette bataille, qui fut un épisode majeur de la guerre russo-turque de 1877-1878, ouvrit la voie à la libération de la Bulgarie du joug ottoman et à la défaite d'Osman Pacha par les Russes.
Le musée a été ouvert le 10 décembre 1977, jour du centenaire de la fin du siège et de la victoire des Russes. Le musée se trouve dans le parc Skobelev, du nom d'un des généraux vainqueurs qui prit aux Ottomans la tour Kovanlyk, le 11 septembre 1877, située à l'emplacement du parc.
Le bâtiment du musée est en forme de tour tronconique, sur les projets des architectes bulgares Plamen Tsatchev et Ivo Petrov. Quatre salles principales permettent d'exposer des tableaux et de montrer des cartes, des diaporamas consacrés à cette bataille, ainsi que des vues panoramiques.

## Salles
Dans la première salle, consacrée à l'explication du joug ottoman, sont exposées des œuvres et une vue panoramique sur le soulèvement d'avril 1876, les manifestations qui eurent lieu à Saint-Pétersbourg en défense des Bulgares soumis à la répression des bachi-bouzouks, le passage des Russes sur le Danube, le drapeau de Samara et les batailles de Chipka.
La deuxième salle est consacrée à la troisième bataille de Plevna menée par les Russes et les Roumains contre les Turcs, le 11 septembre 1877, et qui fut un des épisodes le plus dramatique de ce siège, 13 000 Russes y périrent ainsi que 3 000 Roumains.  
La troisième salle panoramique est consacrée au blocus de la forteresse organisé par Édouard Totleben et la fuite des Turcs vers la rivière Vit.  
La dernière salle est consacrée à des tableaux montrant la capitulation d'Osman Pacha, l'armée russe traversant la péninsule balkanique en hiver pour se diriger vers Constantinople, et des vitrines montrant des uniformes et des objets militaires.